# Gmina Ruja
Gmina Ruja je polská vesnická gmina v okrese Lehnice v Dolnoslezském vojvodství. Sídlem gminy je obec Ruja. V roce 2021 zde žilo 2 544 obyvatel.
Gmina má rozlohu 73,3 km² a zabírá 9,9 % rozlohy okresu. Skládá se z 12 starostenství.

## Části gminy
Starostenství
Brennik, Dzierżkowice, Janowice, Komorniki, Lasowice, Polanka, Rogoźnik, Ruja, Strzałkowice, Tyniec Legnicki, Usza, Wągrodno